# René de Grézille
René de Grézille, seigneur de La Tremblaye, fut un capitaine combattant pour le compte du roi Henri IV contre la Ligue pendant les guerres de la Ligue en Bretagne.

## Sa vie
René de Grézille est originaire du Poitou. Il arrive en Bretagne en compagnie du comte de Soissons et sera fait prisonnier à la bataille de Marc’hallac’h. Il passe plusieurs mois à la prison de Nantes où il aurait été converti au protestantisme.
En 1589, il pille le manoir de la Basse-Bouëxière en Balazé et fait prisonnier Jacques du Bois-Glé, seigneur de la Bouëxière. Le 4 septembre 1590, les "Royaux" (partisans du roi Henri IV luttant contre les Ligueurs) commandés par Yves du Liscouët, La Tremblaye, Kergourmarc'h et la Bastinaye, s'emparent par surprise de Carhaix. En juin 1591, alors qu'il est gouverneur de Paimpol, il accueille les Anglais qui ont débarqué en mai 1591 à Paimpol et à l'île de Bréhat. Il participe à la bataille de Craon contre les troupes du duc de Mercœur pendant l'été 1592 lors de la huitième guerre de religion. Au début de 1597, La Tremblaye vint assiéger et réduisit la ville du Croisic, dont il démolit les fortifications et le château. Le 25 août 1597, La Tremblaye combat les Ligueurs de Dinan dirigés par le sieur de Trémereuc réfugiés dans l'église de Saint-Suliac et les attaque avec 800 hommes, assistés de deux galères venues de Saint-Malo, tuant 250 ligueurs. Il attaque ensuite le château du Plessis-Bertrand mais est tué le 8 septembre 1597 par une balle de mousquet tirée du château lors du siège du Plessis-Bertrand. Il était alors gouverneur de Moncontour depuis 1591.